# Kaire Mbuende
Kaire Mbuende (28 novembre 1953) è un diplomatico namibiano.
È stato il 1° segretario generale della Comunità di sviluppo dell'Africa meridionale (SADC) ed è l'ambasciatore namibiano  alle Nazioni Unite dalla sua designazione dall'agosto 2006. Mbuende è etnicamente un herero,  ed è un membro di alto livello del partito predominante in Namibia, l'Organizzazione Popolare dell'Africa del Sud-Ovest (SWAPO) dal 1974, quando divenne il funzionario dell'informazione a Lusaka, Zambia.